# کوه کرمل

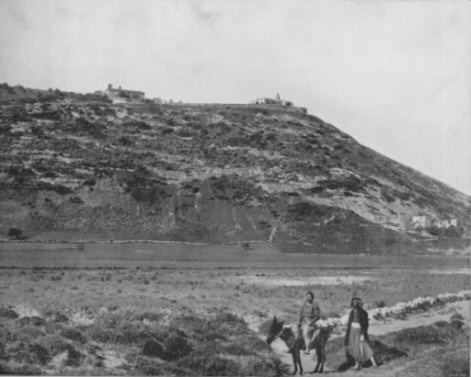
نمایی از کوه کرمل در سال ۱۹۸۴.

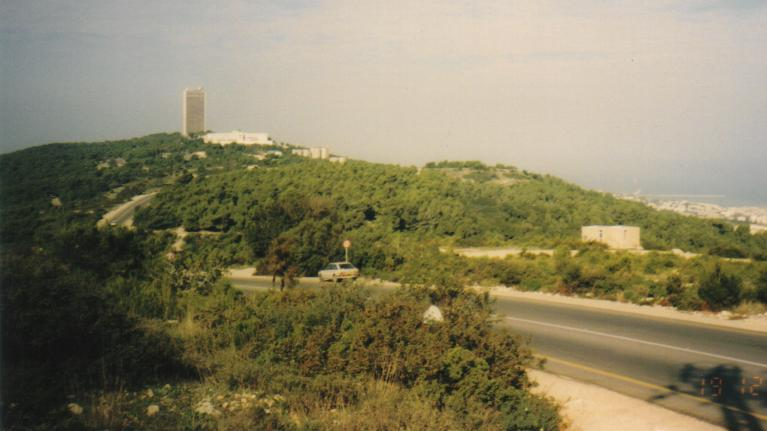
دانشگاه حیفا در بالای کوه کرمل.

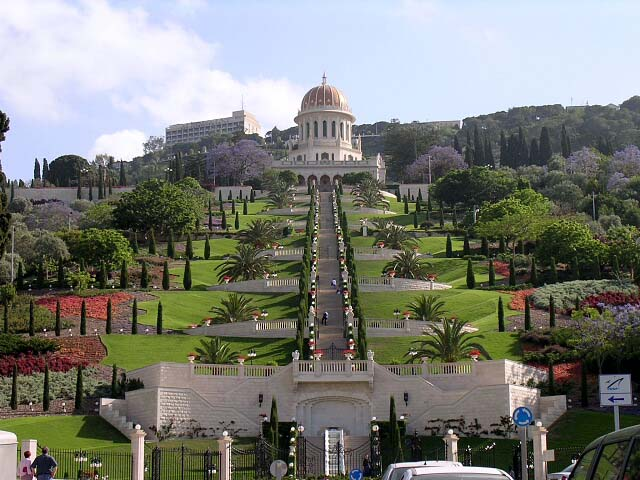
مقبره باب در کوه کرمل.

کوه کَرمِل (به عبری: הַר הַכַּרְמֶל، هار هاکارمل، به معنای: تاکستان خدا)؛ به یونانی: Κάρμηλος، کارملوس؛ و به عربی: الکرمل)، به رشته کوه‌های ساحلی دریای مدیترانه در اسرائیل که برای دین بهایی، مقدس شمرده شده و مرکز جهانی بهائی شامل باغ‌های بهایی حیفا، مقام اعلی و بیت‌العدل اعظم در دامنه این کوه قرار دارند.
باستان‌شناسان در نقاط مختلف کوه کرمل، آثاری از شراب کهن و دستگاه‌های روغن‌گیری کشف نموده‌اند. دامنه‌های این کوه توسط یونسکو جزو ذخایر بیوسفری (قسمت‌های قابل زیست کره زمین) تلقی شده و تعدادی از شهرهای مهم اسرائیل در این دامنه‌ها قرار گرفته‌اند، که مهمترین آنها، شهر حیفا، سومین شهر بزرگ اسرائیل می‌باشد، که در شیب شمالی کوه کرمل واقع شده‌است.

## الیاس نبی
در متون یهودی، مسیحی و اسلامی الیاس نبی با کوه کرمل ارتباط زیادی دارد. از این رو نام دیگر کوه کرمل، جبل مار الیاس (کوه سنت الیاس) است. الیاس بعد از اینکه می‌بیند که پادشاهی اسرائیل از راه خدا دور شده‌است و به پرستش بعل روی آورده‌است کاهنین بعل را به مبارزه می‌طلبد. در پایین کوه کرمل کاهنین بعل قربانی خود را برای بعل آماده می‌کنند و الیاس نیز قربانی خود را برای یهوه آماده می‌کند. کاهنین بعل به دعا مشغول می‌شوند تا بعل قربانی آنان را قبول کند ولیکن هیچ اتفاقی رخ نمی‌دهد. الیاس به یهوه دعا می‌کند و آتشی از آسمان پدیدار می‌شود و تمامی قربانی و آتشگاه را می‌بلعد و الیاس قدرت یهوه را به مردم اسرائیل نشان می‌دهد. بر اساس کتاب پادشاهان الیسع جایگزین الیاس نیز به کوه کرمل رفت بعد از اینکه کودکانی او را به دلیل طاس بودن مسخره کردند و او برای آنها از خدا عذاب درخواست کرد. کوه کرمل همچنین محل اصلی حضور اسنی‌ها بود که از محلی در گالیله به نام نذرین آمده بودند.

## در جنگ جهانی اول
یکی از آخرین نبردهای جنگ جهانی اول، به نام نبرد مجیدو، در نزدیکی این کوه و بین نیروهای عثمانی و اتحاد اعراب و انگلیس، به وقوع پیوست.